# Garboldisham
Garboldisham is een civil parish in het bestuurlijke gebied Breckland, in het Engelse graafschap Norfolk met 969 inwoners.